# Alarmspitze
Die Alarmspitze (Meldekopf) ist ein Begriff der Behörden und Organisationen mit Sicherheitsaufgaben und bezeichnet eine Person bzw. eine Gruppe von Personen einer BOS, die in einem Alarmfall von einer übergeordneten Einrichtung benachrichtigt wird, und die ihrerseits weitere Alarmierungen für die ihr jeweils untergeordneten Bereiche übernimmt.
Eine Alarmspitze ist demnach eine Erleichterung für die übergeordnete Einrichtung, weil diese (im Idealfall) nur eine oder wenige Alarmspitzen zu alarmieren hat (was wenig Zeit kostet) und die weitere Alarmierung der untergeordneten Einheiten der jeweiligen Alarmspitze überlassen kann. Danach kann sich die übergeordnete Stelle wieder dem Einsatzgeschehen widmen.
Typischerweise bestehen Alarmspitzen aus Vertretern einer Organisation auf ihrer jeweiligen Ebene (Bund / Land / Bezirk / Kreis) und übernehmen die weitere Alarmierung innerhalb ihrer Organisation.

## Vorteile
- Zeitersparnis für die übergeordnete Einrichtung: sie muss nur eine Alarmierung durchführen, um einen großen Kreis von weiteren Bereichen zu alarmieren
- Ständige Erreichbarkeit: eine Alarmspitze ist idealerweise immer über denselben Kommunikationsweg (Telefon, Telefax, Mobiltelefon, Pager etc.) erreichbar. Nur das Personal, das über diesen Weg erreichbar ist, wechselt sich ab.
- Feste Schnittstellen: die übergeordnete Einrichtung muss nicht wissen, zu welchem Zeitpunkt welche untergeordnete Gruppierung über welchen Weg alarmiert werden kann. Das übernimmt die jeweilige Alarmspitze.

## Voraussetzungen
- Hierarchischer Aufbau: es muss klar geregelt sein, wer jeweils über- und untergeordnet ist.
- Sichere Erreichbarkeit: die Alarmspitze muss immer über den jeweils festgelegten Weg erreichbar sein. Damit scheiden z. B. private Mobiltelefone als Alarmierungsweg aus.
- Aktuelle Alarmpläne: die Alarmspitze muss über aktuelle Alarmpläne verfügen, damit sie selber die weitere Alarmierung übernehmen kann.